# I The Breather
I The Breather fue una banda estadounidense de metalcore originaria de la ciudad de Baltimore, Maryland. Estaba formada inicialmente por Shawn Spann, Justin Huffman y Morgan Wright. A finales de 2007 el grupo firmó un contrato con Sumerian Records. En 2010 habían lanzado tres álbumes, antes de separarse en 2015: These Are My Sins , Truth And Purpose y Life Reaper.

## Formación y primeros conciertos
La banda fue formada por el vocalista Shawn Spann durante el año 2007 como un proyecto paralelo. Después de pasar un par de años tamizado a través de diferentes bandas para encontrar los miembros adecuados para su idea de crear I The Breather, Shawn Spann fue presentado a Justin Huffman y Morgan Wright por amigos en común. Huffman y Wright habían sido previamente escribiendo algunas composiciones de música y las ideas fusionadas hicieron que todo terminara en un álbum homónimo debut de la banda EP, que fue un éxito, después siendo ofrecido para ellos un contrato de grabación con una etiqueta y la gestión importante. Como primera alineación de la banda comenzó a establecerse en , a trabajar en su primer álbum comenzó. El 3 de junio de 2010, la banda firmó en Sumerian Records.